# Народний музей Гуцульського театру Гната Хоткевича
Народний музей Гуцульського театру Гната Хоткевича – музей в селі Красноїлля Верховинського району Івано-Франківської області.

## Опис
Після подій 1905 року в Росії Гнат Хоткевич виїхав з Харкова до Галичини, спершу до Львова, а потім на Гуцульщину, до села Криворівня й села Красноїлля. Село Красноїлля було тоді важливим осередком української культури. На початку XX століття тут побувало багато літераторів та діячів культури: Володимир Гнатюк, Іван Франко, Михайло Коцюбинський, Михайло Вахнюк, Володимир Шухевич, Лесь Курбас, Станіслав Вінценз (польський поет), Михайло Ломацький та інші.
В центрі села Красноїлля зберігся невеликий дерев'яний будинок (споруджений в 1906 році), в якому працював Гнат Хоткевич, про що засвідчує меморіальна дошка з написом: «В цьому будинку в 1908—1912 рр. працював з першим Гуцульським театром відомий український письменник і громадський діяч Гнат Мартинович Хоткевич». Будинок був збудований на кошти громади села, як народний дім з читальнею. Саме тут був створений перший Гуцульський театр.
У 1987 році, з нагоди 110-ти річчя з дня народження Хоткевича в будинку було відкрито музей. В грудні 2004 року музею присвоєно звання «народний».
Експозиція музею розміщена в кімнаті і залі з сценою, де проходили вистави першого Гуцульського театру. Експозиція складається з таких розділів: «Історія»; «Побут»; «Освіта і культура».
У першій кімнаті розповідається про історію села Красноїлля, перші письмові згадки про яке відносяться до 1661 року, а за дослідженням Петра Сіреджука 1649 року. У вітринах виставлено метрикальні церковні книги, списки членів товариства «Тверезості», фотографії учасників Гуцульського повстання 1920 року, а також речі побуту і домашнього вжитку.
Другий розділ присвячений першій школі, заснованій в 1827 році. Тут також зібрано документи про школи Косівського повіту, про першого вчителя Михайла Моровика.
Третій розділ присвячений зв'язку Г. Хоткевича з Гуцульщиною. В центрі експозиції — портрет Гната Хоткевича, фотографії учасників Першого Гуцульського театру. Перша вистава п'єси польського письменника П. Коженьовського «Верховинці», перекладена письменником на гуцульський діалект під назвою «Антін Ревізорчук», відбулася в будинку читальні села Красноїлля, друга у селі Жаб'є в 1910 року. Відтоді драматичний гурток було названо Гуцульським театром.
Четвертий розділ експозиції присвячений акторам першого Гуцульського театру. Представлено фотокопії листів та спогадів учасників театру, відгуки преси про виступи театру та гастрольні поїздки під орудою Гната Хоткевича, що був колишнім актором Петербурзького імператорського театру О. Ремеза.
П'ятий розділ експозиції розповідає про гуцульські вечори театру; презентує музичні твори для гри на бандурі, написані Гнатом Хоткевичем. Виставлено документи, присвячені повторному заснуванню Гуцульського театру в 1930 році під керівництвом Василя Костинюка. На стендах — фотографії родини Хоткевича, участь театру в першому фестивалі «Червона Рута» в 1989 році. Тут же виставлено матеріали до 120-річчя Леся Курбаса, який протягом 1912 року грав у гуцульському театрі.
Інші стенди розповідають про відзначення 125-річчя Г. Хоткевича в селі, обласного театрального свята у Верховині та гастрольної поїздки до Харкова. Продовжується експозиція матеріалами про гастролі в місті Перемишлі у 2005 році. З 2007 року проводиться театральний фестиваль, що був заснований до 130-річчя Г. Хоткевича. У музеї виставлено фотографію часників другого та третього покоління Гуцульського театру, відродженого в 1988 році, під керівництвом Марії Дідушко та Володимира Сінітовича, що водночас є директором музею.
До сучасного Гуцульського театру входять переважно внуки та правнуки колишніх акторів з першого і другого поколінь, які насамперед мають на меті популяризацію театральної спадщини Гната Хоткевича.

## Практична інформація
Вихідні дні: понеділок, субота
Години роботи: з 10:00 до 18.15; неділя: з 10:00 до 17:00 год.
Обід: з 14:00 до 15:00 год.